# Warm Springs Apači
Warm Springs Apači (Warm Springs Apache; Ojo Caliente).- Jedna od bandi Gileño Apača ili Eastern Chiricahuas, odnosno ogranak Mimbreña, koja je obitavala na izvorima Gile gdje ih poznajemo kao Warm Springs. Ostali Mimbre Apači obitavali su u planinama Mimbres i srodni su s drugom Gileño skupinom u planinama Mogollon, gdje ih znamo kao Mogollon Apače. 
Jedan od najpoznatijih poglavica Warm Springsa bio je Victorio koji je 1877. zajedno sa svojom bandom prebačen na rezervat San Carlos u Arizoni. Victorio bijaše ratoboran čovjek, i ubrzo je nakon 4 mjeseca napustio rezervat s grupom suboraca, i vratio se u Novi Meksiko. Tu mu se uskoro priključi grupa nezadovoljnih Mescalero i dolazi do 14 mjeseci dugog perioda čarki i lovica s američkom vojskom, kojoj su Indijanci bili prosto neuhvatljivi. Do vrhunca dolazi 1880. godine kada su upomoć pozvane trupe iz Fort Davisa. To ljeto Victorio svoje ratnike vodi preko Rio Grande iz Meksika. 'Bizonovi vojnici' pukovnika Benjamin Griersona presjekoše mu put. Nakon dvije bitke s Griersonovim trupama u sedmom i osmom mjesecu, Victorio i njegovi sljedbenici vraćaju se preko Rio grande. U desetom mjesecu iste godine meksička vojska priklještila je Victoria u Tres Castillosu gdje su on i većina suboraca pobijeni. Nekoliko Victoriovih boraca priključio se Chiricahuama na rezervatima San Carlos i Fort Apache, ili dijelom snagama Geronima i Juha. 
Nakon predaje Geronima u devetom mjesecu 1886. Warm springs Apači deportirani su na Floridu. Godine 1887., prebačeni su u Alabamu, i nakon toga 1894. na Indian Territory (Oklahoma). Godine 1913. preživjelim Warm springs Apačim dozvoljeno je da biraju, da se vrate na rezervat Mescalero u Novi Meksiko, ili da ostanu u Okalhomi. Tako i bi. Dio ih je ostao u Oklahomi, a dio je otišao na Mescalero, gdje žive i dan-danas. 

## Bande Gileño Apača
Chíhéne ili Chííhénee’ 'Red Paint People', Eastern Chiricahua. Ova grupa nazivana je i Gila Apaches ili Gileños, i sastoji se od Mimbreños Apača s bandom Warm Springs i Mogollon s bandom Bedonkohe;  

## Vanjske poveznice
- Warm Springs Apache